# División de Honor de balonmano 1988-89
La División de Honor de balonmano 1988-89 fue la 31.ª edición de esta competición. Se desarrolló en dos fases, la primera constaba de dos grupos de ocho equipos que se enfrentaban en una liga, enfrentados todos contra todos a doble vuelta. La segunda fase contaba también con dos grupos de ocho equipos, el primero para disputar el título y el segundo para no descender. Esta temporada los equipos que ascendieron directamente fueron el Arrate Seat, el Puleva Málaga, el TNT Uniexpress y el Palautordera.

## Clasificación

### Primera ronda

#### Grupo A
| Pos | Equipo             | J  | G  | E | P  | GF  | GC  | Pts |
| --- | ------------------ | -- | -- | - | -- | --- | --- | --- |
| 1   | Atlético Madrid    | 14 | 10 | 2 | 2  | 330 | 281 | 22  |
| 2   | FC Barcelona       | 14 | 10 | 0 | 4  | 362 | 283 | 20  |
| 3   | Elgorriaga Bidasoa | 14 | 9  | 1 | 4  | 321 | 330 | 19  |
| 4   | Lagisa             | 14 | 8  | 2 | 4  | 356 | 334 | 18  |
| 5   | Troll V. Avilés    | 14 | 7  | 0 | 7  | 342 | 364 | 14  |
| 6   | TNT Uniexpress     | 14 | 4  | 2 | 8  | 334 | 357 | 10  |
| 7   | Puleva Málaga      | 14 | 4  | 1 | 9  | 336 | 340 | 9   |
| 8   | Tenerife           | 14 | 0  | 0 | 14 | 272 | 394 | 0   |

#### Grupo B
| Pos | Equipo              | J  | G  | E | P  | GF  | GC  | Pts |
| --- | ------------------- | -- | -- | - | -- | --- | --- | --- |
| 1   | Teka                | 14 | 10 | 1 | 3  | 362 | 275 | 21  |
| 2   | Cacaolat Granollers | 14 | 10 | 1 | 3  | 378 | 320 | 21  |
| 3   | Cajamadrid          | 14 | 10 | 0 | 4. | 357 | 318 | 20  |
| 4   | Caixa Valencia      | 14 | 10 | 0 | 4  | 360 | 324 | 20  |
| 5   | Michelin            | 14 | 6  | 2 | 6  | 333 | 354 | 14  |
| 6   | Palautordera        | 14 | 3. | 0 | 11 | 327 | 386 | 6   |
| 7   | Arrate              | 14 | 2  | 1 | 11 | 307 | 364 | 5   |
| 8   | Helados Alacant     | 14 | 2  | 1 | 11 | 284 | 367 | 5   |

|  | Segunda ronda (título)   |
|  | Segunda ronda (descenso) |

### Segunda ronda

#### Grupo por el título
| Pos | Equipo              | J  | G  | E | P  | GF  | GC  | Pts |
| --- | ------------------- | -- | -- | - | -- | --- | --- | --- |
| 1   | Barcelona           | 14 | 10 | 2 | 2  | 323 | 278 | 22  |
| 2   | Teka                | 14 | 9  | 2 | 3  | 308 | 276 | 20  |
| 3   | Cajamadrid          | 14 | 9  | 2 | 3  | 341 | 297 | 20  |
| 4   | Cacaolat Granollers | 14 | 8  | 1 | 5  | 329 | 299 | 17  |
| 5   | At. Madrid          | 14 | 7  | 3 | 4  | 275 | 271 | 17  |
| 6   | Caixa Valencia      | 14 | 4  | 2 | 8  | 291 | 324 | 10  |
| 7   | Elgorriaga          | 14 | 3  | 0 | 11 | 292 | 336 | 6   |
| 8   | Lagisa C.N.         | 14 | 0  | 0 | 14 | 281 | 385 | 0   |

#### Grupo por la permanencia
| Pos | Equipo        | J  | G | E | P  | GF  | GC  | Pts |
| --- | ------------- | -- | - | - | -- | --- | --- | --- |
| 9   | Uniexpress    | 14 | 9 | 1 | 4  | 349 | 333 | 19  |
| 10  | Michelín      | 14 | 8 | 1 | 5  | 346 | 305 | 17  |
| 11  | Helados Al.   | 14 | 7 | 1 | 6  | 331 | 315 | 15  |
| 12  | Puleva Málaga | 14 | 7 | 1 | 6  | 356 | 353 | 15  |
| 13  | Arrate        | 14 | 7 | 1 | 6  | 313 | 317 | 15  |
| 14  | Palautordera  | 14 | 7 | 1 | 6  | 319 | 339 | 15  |
| 15  | Tenerife T.M. | 14 | 4 | 1 | 9  | 354 | 385 | 9   |
| 16  | Avilés        | 14 | 4 | 0 | 10 | 322 | 343 | 8   |

|  | Promoción |
|  | Descenso  |